# Megachile rufohirtula
Megachile rufohirtula là một loài Hymenoptera trong họ Megachilidae. Loài này được Cockerell mô tả khoa học năm 1937.